# Слой обеднения

Образование обеднённого слоя и пространственного заряда в p-n-переходе за счёт диффузии носителей заряда

P-n-переход, находящийся в тепловом равновесии и с нулевым напряжением смещения.
Графики концентраций электронов и дырок изображены соответственно синими и красными линиями. Серые области электронейтральны. Светло-красная область заряжена положительно, голубая область — отрицательно На границе областей пространственного заряда образуется обеднённый слой. Ниже на рисунке представлены графики плотности объёмного заряда, электрического поля и электрического поля в переходе в зависимости от координаты.

Cлой обедне́ния (обеднённый, истощённый слой) — в физике полупроводников, слой на границе двух материалов с пониженной, по сравнению с равновесной, концентрацией основных носителей.  В области обеднения практически остаются только ионизированные донорные или акцепторные примеси, создающие объёмный заряд.
Примером структур, в которых при определённых условиях образуются слои обеднения, могут служить p-n-переходы, или гетерограницы полупроводников с разными ширинами запрещённых зон, или контакт металл-полупроводник.
На границе металл-диэлектрик можно также получить обеднённый слой при приложении электрического поля, что является основным физическим принципом работы полевого транзистора.

## Образование обеднённого слоя

Полная толщина обеднённого слоя является функцией приложенного обратного смещения и концентрации примесей

МОП-конденсатор на монолитном кремнии p-типа с индуцированными инверсным и обеднённым слоями

При контакте двух различных полупроводников, или полупроводника с металлом в пограничных слоях возникают потенциальные барьеры, а концентрации носителей заряда внутри этих слоев могут сильно изменяться по сравнению с их значениями в объёме. Свойства приконтактных слоев зависят от приложенного внешнего напряжения, что приводит к нелинейности вольт-амперной характеристики контакта. Нелинейные свойства используются для выпрямления электрического тока, для преобразования, усиления и генерации электрических колебаний.
На границе металл-полупроводник электроны из полупроводника переходят в металл, создавая некоторую плотность тока {\displaystyle j_{1},} а электроны металла — в полупроводник, с плотностью тока {\displaystyle j_{2}.} Эти токи в общем случае не равны по величине. Если, например, {\displaystyle j_{1}<j_{2},} то полупроводник будет заряжаться отрицательно, а металл положительно до тех пор, пока оба тока не скомпенсируют друг друга. В установившемся состоянии края энергетических зон могут оказаться изогнутыми в сторону меньшей энергии, и концентрация электронов в приконтактном слое будет больше, чем в объёме (обогащённый слой). В противоположном случае {\displaystyle j_{1}>j_{2},} установившееся искривление зон приведет образованию обеднённого приконтактного слоя.

## Свойства
Толщина обеднённого слоя возрастает с увеличением приложенного обратного напряжения, при этом также растет полная величина заряда, сосредоточенного в слое. Отсюда следует, что контакт обладает определённой ёмкостью, которая получила название зарядной ёмкости.
Обеднённый слой обладает большим удельным электрическим сопротивлением из-за низкой концентрации носителей заряда и является основным рабочим слоем во многих полупроводниковых приборах: диодах, транзисторах, варикапах и других.